# Chromit
Chromit (Haidinger, 1845), chemický vzorec FeCr2O4 (oxid železnato–chromitý), je krychlový minerál. Společně s dalšími minerály patří mezi tzv. spinelidy.
Název odráží jeho složení.

## Původ
Magmatický, v ultrabazických horninách – hadce a olivínovce (peridotity). Běžná součást meteoritů.

## Morfologie
Vzácně se vyskytující krystaly mají tvar oktaedru. Většinou tvoří hrubě až jemně zrnité agregáty nebo je celistvý a kusový. V náplavech tvoří ohlazené valouny.

## Vlastnosti
- Fyzikální vlastnosti: Tvrdost 5,5, křehký, hustota 4,5–4,8 g/cm³, štěpnost chybí, lom nerovný, lasturnatý.[2]
- Optické vlastnosti: Barva: hnědočerná, černá. Lesk polokovový, průhlednost: opakní, vryp žlutohnědý, hnědý.
- Chemické vlastnosti: Složení: Fe 24,95 %, Cr 46,46 %, O 28,59 %, příměsi Al, Mg, Zn, Mn. Před dmuchavkou se netaví, ale zbytek je magnetický.

## Podobné minerály
- Magnetit
- Franklinit

## Parageneze
- Bronzit
- Magnetit
- Olivín
- Uvarovit

## Získávání
Těžbou ložisek v ultrabazických horninách nebo z náplavů, kde se hromadí díky své chemické stálosti.

## Využití
Nejvýznamnější ruda chrómu.

## Naleziště
Jde o hojný minerál.
- Česko – Křemže, Drahonín
- Slovensko – Dobšiná
- Řecko
- Turecko – Guelman, Dagardi
- Rusko – Ural
- Kypr
- Japonsko